# Jersey Knights
Die Jersey Knights war eine Eishockeymannschaft aus Cherry Hill, New Jersey, die 1973 in der nordamerikanischen World Hockey Association (WHA) aktiv war. Das Team zog während der Saison 1973/74 von New York nach New Jersey um. Zur Saison 1974/75 zog das Franchise an die Westküste der USA und spielte dort als San Diego Mariners weiter.

## Geschichte
Im Mai 1973 kaufte Ralf Brent die New York Raiders und benannte sie in New York Golden Blades um. Er holte mit Jerry DeLise einen neuen Managing-Direktor. Schon bald entdeckten die beiden jedoch, weshalb die vorherigen Besitzer das Team unbedingt abgeben wollten. Hohe Mietkosten für den Madison Square Garden und geringe Zuschauerzahlen wurden auch dem neuen Besitzer zum Verhängnis, sodass die WHA das Team auflöste und für die Übergangszeit bis zur nächsten Saison ein Team in New Jersey installierte. Dort spielte es unter dem Namen Jersey Knights.
Der Verein spielte in der 4.000 Zuschauer fassenden Cherry Hill Arena. Auch wenn André Lacroix mit 111 Punkten eine glänzende Saison spielte, beendeten die Knights die Saison als Letzter ihrer Gruppe. Bereits am 3. Januar 1974 kaufte Barry Schwartz der WHA das Team ab und zog mit dem Team am 30. April 1974 nach Kalifornien. Dort spielte das Team ab der folgenden Saison als San Diego Mariners noch für drei weitere Jahre.

## Bekannte Spieler
- Harry Howell
- André Lacroix